# Julia Saner
Julia Saner (* 19. Februar 1992 in Bern) ist ein ehemaliges Schweizer Model.
Ihren ersten internationalen Erfolg feierte sie 2006 als Stepptanz-Juniorenweltmeisterin in der Kategorie «Junioren Smallgroup».

## Leben
Im August 2009 wurde sie in der Zürcher Maag-Event-Halle zur Siegerin des „Elite Model Look Switzerland“ gekürt. Hiermit qualifizierte sie sich für das Weltfinale von Elite Model Look, einem seit 1983 jährlich ausgetragenen, internationalen Modelwettbewerb, der von der Modelagentur Elite Model Management veranstaltet wird. Im Oktober des gleichen Jahres ging Saner als Gewinnerin des Weltfinales, das im chinesischen Sanya ausgetragen wurde, hervor und setzte sich hierbei gegen 66 Konkurrentinnen durch. Der Sieg brachte ihr einen Modelvertrag mit einem garantierten Einkommen von 150.000 US-Dollar.
In ihrer Karriere war sie bei der Mailänder Fashion Week für Gucci und für Chanel in Paris tätig. Im Februar 2011 war sie mit 35 anderen bekannten Models in der amerikanischen Vogue abgelichtet.
Im September 2011 legte sie eine Pause ein. Sie beendete im Anschluss ihre Modelkarriere. Seit Januar 2012 lebt sie in London, wo sie sich Fotoprojekten widmete und sich auf ein Medienstudium vorbereitete.  Im Juli 2012 spielte sie für 4 Tage die Sprechrolle der Charlotte Cardoza  im Musical Titanic auf der Seebühne in Thun im Rahmen der Thunerseespiele.
Im Sommer 2012 kündigte sie an, ab Herbst 2012 an der Goldsmiths, University of London zu studieren.
Julia Saner besuchte das Gymnasium Bern-Kirchenfeld, das sie 2010 mit der Matura abgeschlossen hat.